# Serrodes perfusa
Serrodes perfusa är en fjärilsart som beskrevs av W. Warren 1915. Serrodes perfusa ingår i släktet Serrodes och familjen nattflyn. Inga underarter finns listade i Catalogue of Life.